# Méthode traditionnelle
 (avril 2020).
Améliorez-le ou discutez des points à vérifier. 

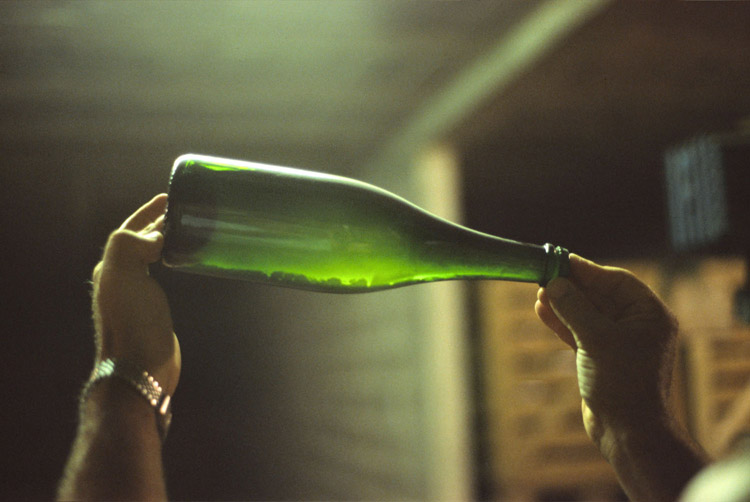
Une bouteille de champagne non dégagé reposant sur lies. La levure utilisée lors de la seconde fermentation est encore en bouteille fermée par un bouchon couronne.

La « méthode traditionnelle » est le procédé utilisé en Champagne pour produire du champagne. C'est aussi la méthode utilisée dans diverses régions françaises pour produire des vins effervescents (dits mousseux, non appelés « champagne »), en Espagne pour produire du Cava, au Portugal pour produire de l'Espumante et en Italie pour produire de la Franciacorta. La méthode de prise de mousse est connue sous le nom de méthode champenoise, mais les producteurs de champagne ont réussi à faire pression sur l'Union européenne (UE) pour restreindre l'utilisation de ce terme au sein de l'UE uniquement aux vins produits en Champagne. Ainsi, les vins d'ailleurs ne peuvent pas utiliser le terme « méthode champenoise » sur les produits vendus dans l'UE, et plutôt le terme « méthode traditionnelle » ou l'équivalent en langue locale (« método tradicional » en Espagne et au Portugal, « metodo classico » ou « metodo tradizionale » en Italie et en Allemagne « klassische Flaschengärung »). Les vins sud-africains du Cap-Occidental sont étiquetés avec le terme « Méthode Cap Classique ». Certains producteurs de vin dans des pays hors UE peuvent ne pas respecter les lois d'étiquetage de l'UE et utiliser la méthode champenoise ou même « champagne » sur les étiquettes pour les produits non exportés vers l'UE, mais cette utilisation diminue.

## Récolte
Les raisins sont généralement cueillis plus tôt, lorsque les niveaux de sucre sont plus bas et les niveaux d'acide plus élevés. À part pour les vins mousseux rosés, le jus des raisins récoltés est pressé rapidement, pour garder le vin blanc. 

## Fermentation
La première fermentation commence de la même manière que n'importe quel vin, convertissant le sucre naturel du raisin en alcool tandis que le dioxyde de carbone résultant peut s'échapper. Cela produit le vin de base. Ce vin n'est pas très agréable en soi, étant trop acide. À ce stade, l'assemblage, connu sous le nom de cuvée, est assemblé, en utilisant des vins de différents vignobles et, dans le cas des vins non millésimés, de plusieurs années. Après la fermentation primaire, l'assemblage et la mise en bouteille, une seconde fermentation alcoolique se produit en bouteille.
Bien que connu sous le nom de méthode champenoise et associé au nom de dom Pérignon à la fin du XVIIe siècle, le phénomène de fermentation en bouteille n'était pas propre à la Champagne ; il était déjà utilisé à Limoux, dans le sud-ouest de la France depuis 1531 pour la production de la blanquette de Limoux. L'effervescence dans le vin était considérée comme une faute à l'époque et Pérignon a consacré beaucoup d'efforts à l'éliminer des vins de Champagne. Le processus de fermentation secondaire a été décrit pour la première fois par Christopher Merrett dans un document à la Royal Society, qui comprenait son observation selon laquelle cela pourrait être encouragé en ajoutant du sucre au vin avant la mise en bouteille.  Des améliorations simultanées dans la fabrication du verre en Angleterre ont également permis de fabriquer des bouteilles de vin plus robustes pour contenir l'effervescence sans exploser.  

## Deuxième fermentation
Le vin assemblé est mis en bouteilles avec de la levure et une petite quantité de sucre, appelée liqueur de tirage, arrêté avec une capsule ou un autre bouchon temporaire, et stocké horizontalement dans une cave à vin pour une deuxième fermentation. Sous l'appellation d'origine contrôlée, le champagne (non millésimé) doit vieillir quinze mois pour se développer complètement. Les années où la vendange est exceptionnelle, un millésime est déclaré et le vin doit mûrir pendant au moins trois ans. 
Lors de la fermentation secondaire, le dioxyde de carbone est piégé dans le vin en solution. La quantité de sucre ajoutée détermine la pression de la bouteille. Pour atteindre la valeur standard de 6 bars à l'intérieur de la bouteille, il faut avoir 18 grammes de sucre ; la quantité de levure (Saccharomyces cerevisiae) est réglementée par la Commission européenne (Règlement 1622/2000, 24 juillet 2000) à 0,3 gramme par bouteille. La liqueur de tirage est alors un mélange de sucre, de levure et de vin de Champagne tranquille. 

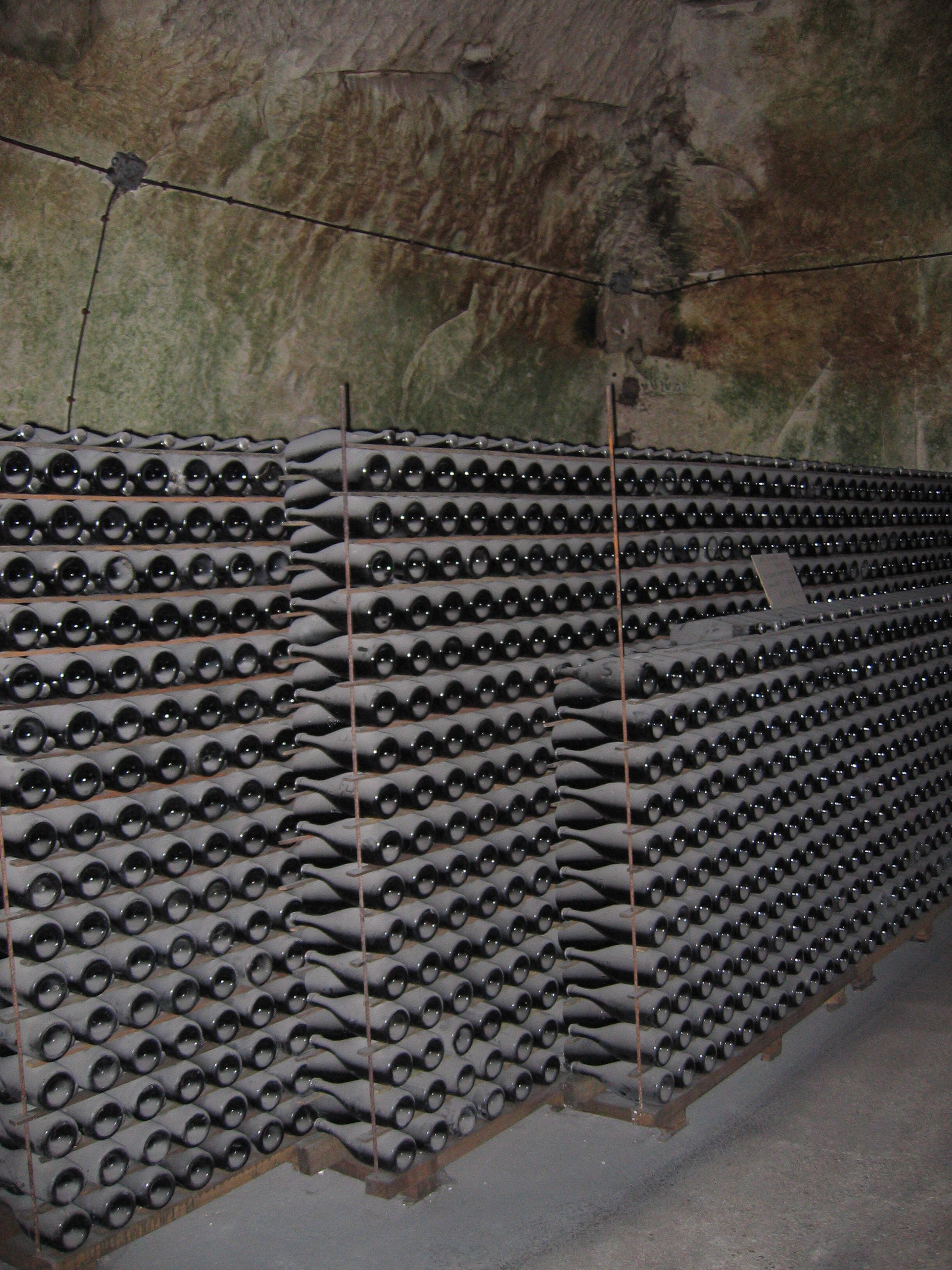
Bouteilles de champagne vieillissantes dans les caves de champagne Veuve Clicquot Ponsardin.

## Élevage sur lies
Les vins de Champagne non millésimés ne peuvent être légalement vendus qu'après avoir été élevé sur lies en bouteille pendant au moins quinze mois. La réglementation AOC de champagne exige en outre que les champagnes millésimés soient vieillis dans des caves pendant trois ans ou plus avant le dégorgement, mais la plupart des meilleurs producteurs dépassent l'exigence, en tenant les bouteilles sur lies pendant six à huit ans. 

## Remuage

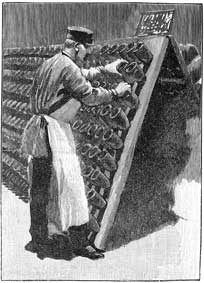
Le Remueur, 1889 gravure d'un homme engagé dans la tâche quotidienne laborieuse de tourner chaque bouteille d'un quart de tour.

Après l'élevage, les lies doivent être consolidées en vue de l'élimination. Les bouteilles subissent un processus appelé remuage. À ce stade, les bouteilles sont placées sur des supports spéciaux appelés pupitres qui les maintiennent à un angle de 35°, avec la capsule pointée vers le bas. Une fois par jour (tous les deux jours pour le champagne), les bouteilles sont légèrement secouées et tournées, alternativement à droite puis à gauche, puis replongées dans les pupitres, l'angle augmentant progressivement. Le retour dans le portoir provoque un léger tapotement, poussant les sédiments vers le goulot de la bouteille. En dix à quatorze jours (huit à dix semaines pour le champagne), la position de la bouteille est droite, la lie est installée dans le goulot. (Cette durée peut être raccourcie en déplaçant le flacon plus d'une fois par jour et en utilisant des souches de levure modernes et moins collantes.) Le remuage manuel est toujours fait pour les cuvées Prestige en champagne, mais a été par ailleurs largement abandonné en raison des coûts de main-d'œuvre élevés. Un équipement de criblage mécanisé (une gyropalette) est utilisé à la place. 
De nombreux magasins vendent maintenant des casiers à cribles pour le stockage décoratif du vin fini. 

## Dégorgement

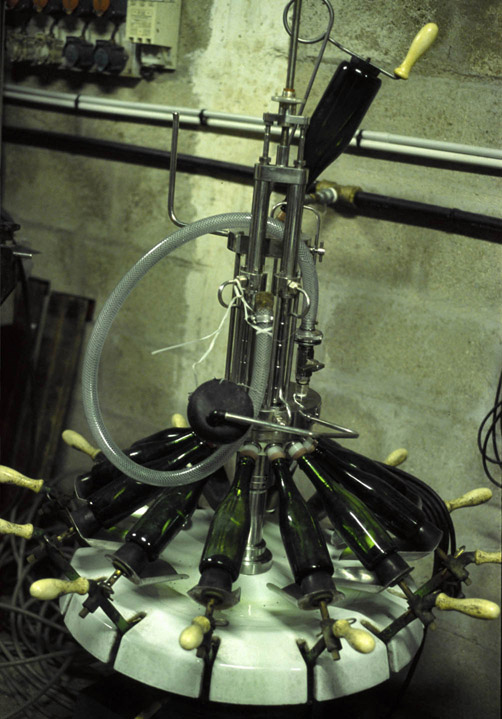
Équipement pour effectuer le dosage par l'ajout de liqueur d'expédition.

Le processus d'enlèvement des lies est appelé dégorgement, traditionnellement un processus manuel qualifié où la capsule et la lie sont retirés sans perdre une grande partie du liquide, et une quantité variable de sucre ajouté. Avant l'invention de ce procédé par Mme Clicquot en 1816, le champagne était trouble. Le dégorgement automatisé moderne se fait en congelant une petite quantité de liquide dans le cou et en retirant ce bouchon de glace contenant la lie.

## Dosage
Immédiatement après le dégorgement, mais avant l'embouchage final, le niveau de liquide est complété par de la liqueur d'expédition, généralement un peu de sucre, une pratique connue sous le nom de dosage. La liqueur d'expédition est un mélange de vin de base et de saccharose, plus 0,02 à 0,03 gramme de dioxyde de soufre comme conservateur. Certaines maisons de champagne (marques de champagne) affirment avoir des recettes secrètes pour cela, en ajoutant des ingrédients tels que du vieux champagne et du sucre candi. Dans le Traité théorique et pratique du travail des vins (1873), Maumené énumère les ingrédients supplémentaires « habituellement présents dans la liqueur d'expédition » : vin de porto, cognac, vin de sureau, kirsch, vin framboise, solutions d'alun, acide tartrique et tanins. 
La quantité de sucre dans la liqueur d'expédition détermine la douceur du champagne, le sucre précédemment présent dans le vin ayant été consommé lors de la seconde fermentation. Généralement du sucre est ajouté pour équilibrer l'acidité élevée du champagne, plutôt que pour produire un goût sucré. Le champagne brut n'aura qu'un peu de sucre ajouté, et le champagne appelé nature ou zéro dosage n'aura aucun sucre ajouté du tout. Un bouchon est ensuite inséré, avec une capsule et une cage métallique (muselet) le fixant en place. 
La teneur en sucre du champagne varie. Le niveau le plus doux est « doux » (qui signifie sucré) puis, en augmentant la sécheresse, « demi-sec » (demi-sucré), « sec » (sucré), « extra sec » (extra sucré), « brut » (sec), « extra brut » (très sec), « brut nature / brut zéro / ultra brut » (pas de sucre supplémentaire, os sec).

## Millésimé vs non-millésimé

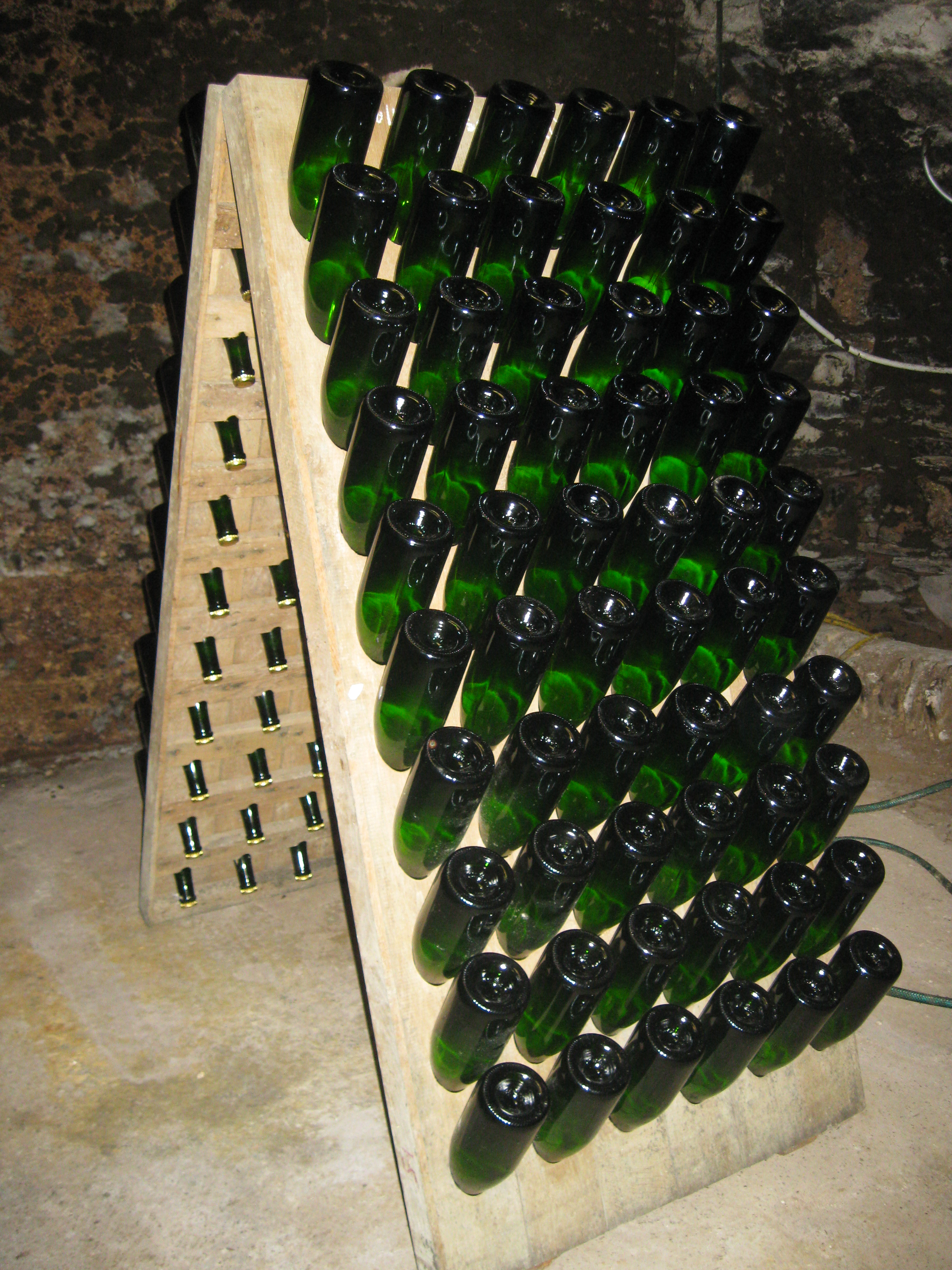
Étagère à champagne classique, soixante bouteilles de chaque côté.

La majorité du champagne produit est non millésimé (également appelé millésime mixte), un assemblage de vins de plusieurs années. Cela signifie qu'aucune année déclarée ne sera affichée sur l'étiquette du flacon. En règle générale, cependant, la majorité du vin provient de l'année en cours, mais un pourcentage est constitué de vin de réserve des années précédentes. Cela permet de lisser certaines des variations de millésime causées par le changement climatique en Champagne, qui est la région viticole la plus septentrionale de France. La plupart des maisons de champagne aspirent à un style de maison cohérent d'année en année (principalement pour des raisons liées à la fixation des prix et à une commercialisation réussie), et c'est sans doute l'une des tâches les plus difficiles du vigneron. 
Les raisins pour produire le champagne millésimé doivent être à 100 % de l'année indiquée (certains autres vins de l'UE n'ont besoin que de 85 % pour être appelés millésimés, selon leur type et leur appellation). Pour maintenir la qualité du champagne non millésimé, un maximum de la moitié des raisins récoltés en un an peuvent être utilisés dans la production de champagne millésimé, en garantissant qu'au moins 50 %, bien que généralement plus, soit réservé aux vins non millésimés. Les champagnes millésimés sont le produit d'une seule année de haute qualité, et les bouteilles de fabricants prestigieux peuvent être rares et chères.

## Vieillissement en bouteille
Même les experts sont en désaccord sur les effets du vieillissement sur le champagne après dégorgement. Certains préfèrent la fraîcheur et la vitalité d'un champagne jeune récemment dégorgé, et d'autres préfèrent les saveurs de pomme au four et de caramel qui se développent à partir d'un an ou plus de vieillissement en bouteille. En 2009, une bouteille de Perrier-Jouët vieille de 184 ans a été ouverte et dégustée, toujours buvable, avec des notes de « truffe et caramel », selon les experts.

## Voir également
- Liste des maisons de champagne
- Vin effervescent, perlant/perlé, pétillant, crémant
- Prise de mousse, liqueur de dosage, liqueur de tirage